# Asociación Departamental de Fútbol de Cerro Largo
La Asociación Departamental de Fútbol de Cerro Largo es la liga de fútbol de Melo. Esta liga semi-profesional esta afiliada a la OFI, la federación de fútbol del interior de Uruguay. En futbol masculino hay 16 equipos, 7 en primera (Ciudad de Melo) y 9 en segunda (Liga Metropolitana B). Y en el femenino hay 7 clubes. Sus estadios son Estadio "Arquitecto Antonio Euleuterio Ubilla", Estadio "José Germán Baldacini" 'Salesiano', Cancha Auxiliar y Parque "19 de Abril".

## Historia

### Antecedentes
En 1900 llega la primera pelota a Melo por de Lisandro Onetti y el Maestro Rafael de León y en 1903 se crea Melo Futbol Club y ese mismo año juegan el primer partido de Melo, en 1908 se juega el primer partido indepartamental por Cerro Largo y Treinta y Tres, y en 1911 se juega el primer partido internacional de Melo contra Uniao Gimnasial de Yaguarón, este año se funda el Sportivo Artigas

### 1914-1930
Liverpool FC empieza la iniciativa de hacer una liga de fútbol, la cual el club mencionado la ganaría, en 1921, después de la creación de 2 clubes, se creó la comisión de damas de Melo Wanderes Futbol Club, en el año siguiente la Liga Departamental de Fútbol de Cerro Largo empieza a formar parte de la fundación de la Confederación de Fútbol del Este, con todo esto hecho en 1925 la Liga Departamental de Fútbol de Cerro Largo compra los terrenos de Melo Wanderes Futbol Club.

### 1930-1970
En 1934 se cambió el nombre de Liga Departamental de Fútbol de Cerro Largo a Asociación Departamental de Fútbol de Cerro Largo, en 1937 se implemento la leye de penas, o sea que se implementaron las tarjetas amarillas y tarjetas rojas, y siguieron añadiendo las reglas  del futbol y los árbitros, como en 1939 aprobaron los Estatutos del Primer Colegio de Árbitros de la Asociación y en 1953 iniciaron una reforma de las reglas. Para 1942 ya se habían creado de 11 clubes y este mismo año se agrega la Liga de Palleiro (que dejó de existir) como una división C, en 1946 la Asociación se une a la OFI y en 1962 ya ganarían un título de la misma asociación que se sumaron hace 16 años, el Selecciones del Interior y 1965 Armiño sería el primer club de Cerro Largo en clasificarse a la Copa de Clubes Campeones del Interior, aunque no se presentó, en el siguiente año Artigas si fue y sería el primer equipo en representar a Cerro Largo en la Copa de Clubes Campeones del Interior.

### 1970-2000
En 1972 Olimpia quedaria subcampeón de la Copa de Clubes Campeones del Interior contra Estudiantil de Salto, en 1975 se fusionarian Melo y Wanderers y en 1980 Conventos quedaría de vuelta subcampeón en la Copa de Clubes Campeones del Interior contra River Plate de Florida. Y en 1993, por fin, un club de Cerro Largo gana la Copa de Clubes Campeones del Interior, la ganó Artigas, después de vencer a Quilmes de Florida.

### SigloXXI
En 2010 Melo Wanderers quedaria subcampeón de la Copa Nacional de Clubes contra Nacional de Nueva Helvecia y en 2017 Melo Wanderers quedaria subcampeón de vuelta Central de San José. En 2023 Melo Wanderers llegaría a la final de la Copa Nacional de Clubes By aunque la perdieron, el siguiente año llegarian a la final de la Copa Nacional de Clubes y la perderían otra vez contra Porongos.

## Clubes

### Futbol masculino
| Equipo                                 | División   | Ciudad        | Fundación |
| -------------------------------------- | ---------- | ------------- | --------- |
| Artigas Sportivo Club                  | División A | Melo          | 1911      |
| Club Atlético Boca Juniors             | División A | Melo          | 1948      |
| Club Atlético Conventos                | División A | Melo          | 1939      |
| Club Atlético Juventus                 | División B | Melo          | 1969      |
| Club Atlético Peñarol                  | División A | Noblia        | 1996      |
| Club Atlético Porvenir                 | División B | Melo          | 1941      |
| Club Atlético River Plate              | División B | Melo          | 1967      |
| Club Atlético Sauce                    | División B | Melo          | 1966      |
| Club Nacional de Fútbol                | División A | Melo          | 1988      |
| Club Social y Deportivo Fraile Muerto  | División B | Fraile Muerto | 2001      |
| Melo Wanderers Club Deportivo y Social | División A | Melo          | 1975/1903 |
| Mendoza Futbol Club                    | División B | Melo          | 1957      |
| Naranjo Futbol Club                    | División B | Melo          | 1938      |
| Racing Fútbol Club                     | División B | Melo          | 1947      |
| Sportivo Club Olimpia                  | División B | Melo          | 1936      |
| Universal Fútbol Club                  | División A | Melo          | 1971      |

### Futbol femenino
| Equipo                              | Ciudad | Fundación |
| ----------------------------------- | ------ | --------- |
| Club Atlético Conventos             | Melo   | 1939      |
| Club Atlético Sauce                 | Melo   | 1966      |
| 1º de Marzo Futbol Club             | Melo   | 1988      |
| Sportivo Artigas Arachanas Femenino | Melo   | 2000      |
| Club Nacional de Football           | Melo   | 1971      |

## Historial
| Año  | Campeón       |
| ---- | ------------- |
| 1914 | Liverpool     |
| 1915 | Melo          |
| 1916 | Melo          |
| 1917 | Melo          |
| 1918 | Artigas       |
| 1919 | Melo          |
| 1920 | No disponible |
| 1921 | Artigas       |
| 1922 | Melo          |
| 1923 | Melo          |
| 1924 | Melo          |
| 1925 | Melo          |
| 1926 | Melo          |
| 1927 | Wanderers     |
| 1928 | Wanderers     |
| 1929 | Wanderers     |
| 1930 | Artigas       |
| 1931 | Artigas       |
| 1932 | Artigas       |
| 1933 | Artigas       |
| 1934 | Wanderers     |
| 1935 | Melo          |
| 1936 | Melo          |
| 1937 | Melo          |
| 1938 | No finalizó   |
| 1939 | Olimpia       |
| 1940 | Wanderers     |

| Año  | Campeón     |
| ---- | ----------- |
| 1941 | Wanderers   |
| 1942 | Olimpia     |
| 1943 | Armiño      |
| 1944 | Wanderers   |
| 1945 | Artigas     |
| 1946 | Melo        |
| 1947 | Melo        |
| 1948 | Wanderers   |
| 1949 | Armiño      |
| 1950 | Wanderers   |
| 1951 | Wanderers   |
| 1952 | Wanderers   |
| 1953 | No finalizó |
| 1954 | Melo        |
| 1955 | Wanderers   |
| 1956 | Wanderers   |
| 1957 | Armiño      |
| 1958 | Armiño      |
| 1959 | Wanderers   |
| 1960 | Melo        |
| 1961 | Melo        |
| 1962 | Wanderers   |
| 1963 | Armiño      |
| 1964 | Armiño      |
| 1965 | Artigas     |
| 1966 | Artigas     |
| 1967 | Melo        |

| Año  | Campeón        |
| ---- | -------------- |
| 1968 | Wanderers      |
| 1969 | Artigas        |
| 1970 | Conventos      |
| 1971 | Olimpia        |
| 1972 | Artigas        |
| 1973 | Conventos      |
| 1974 | Conventos      |
| 1975 | Artigas        |
| 1976 | Naranjo        |
| 1977 | Melo Wanderers |
| 1978 | Melo Wanderers |
| 1979 | Conventos      |
| 1980 | Policial       |
| 1981 | Artigas        |
| 1982 | Conventos      |
| 1983 | Conventos      |
| 1984 | Conventos      |
| 1985 | Conventos      |
| 1986 | Boca Juniors   |
| 1987 | Conventos      |
| 1988 | Policial       |
| 1989 | Melo Wanderers |
| 1990 | Policial       |
| 1991 | Conventos      |
| 1992 | Artigas        |
| 1993 | Olimpia        |
| 1994 | Conventos      |

| Año  | Campeón        |
| ---- | -------------- |
| 1995 | Boca Juniors   |
| 1996 | Boca Juniors   |
| 1997 | Melo Wanderers |
| 1998 | Melo Wanderers |
| 1999 | Melo Wanderers |
| 2000 | Melo Wanderers |
| 2001 | Olimpia        |
| 2002 | Artigas        |
| 2003 | Artigas        |
| 2004 | Melo Wanderers |
| 2005 | Melo Wanderers |
| 2006 | Conventos      |
| 2007 | Nacional       |
| 2008 | Boca Juniors   |
| 2009 | Melo Wanderers |
| 2010 | Conventos      |
| 2011 | Artigas        |
| 2012 | Melo           |
| 2013 | Melo           |
| 2014 | Melo           |
| 2015 | Melo           |
| 2016 | Nacional       |
| 2017 | Melo           |
| 2018 | Boca Juniors   |
| 2019 | Boca Juniors   |
| 2020 | No disputado   |
| 2021 | Boca Juniors   |

| Año  | Campeón        |
| ---- | -------------- |
| 2022 | Boca Juniors   |
| 2023 | Boca Juniors   |
| 2024 | Melo Wanderers |

| Equipo                  | Títulos | Años |
| ----------------------- | ------- | --- |
| Melo Wanderers          | 48      | 1915, 1916, 1917, 1919, 1922, 1923, 1924, 1925, 1926, 1927, 1928, 1929, 1934, 1935, 1936, 1937, 1940, 1944, 1946, 1947, 1948, 1950, 1951, 1952, 1953, 1954, 1955, 1956, 1960, 1961, 1962, 1967, 1968, 1977, 1927, 1978, 1989, 1997, 1999, 2000, 2005, 2009, 2012, 2013, 2014, 2015, 2017 y 2024. |
| Artigas                 | 17      | 1918, 1921, 1930, 1931, 1932, 1933, 1945, 1965, 1966, 1969, 1972, 1975, 1981, 1992, 2002, 2003 y 2011. |
| Conventos               | 14      | 1970, 1973, 1974, 1979, 1982, 1983, 1984, 1985, 1987, 1991, 1994, 2004, 2006 y 2010. |
| Boca Juniors            | 10      | 1986, 1995, 1996, 1998, 2008, 2018, 2019, 2021, 2022, 2023. |
| Armiño (desafiliado)    | 6       | 1943, 1949, 1957, 1958, 1963 y 1964. |
| Olimpia                 | 5       | 1939, 1942, 1971, 1993 y 2001. |
| Policial                | 3       | 1980, 1988 y 1990. |
| Nacional                | 2       | 2007 (Invicto) y 2016. |
| Liverpool (desafiliado) | 1       | 1914. |
| Naranjo                 | 1       | 1976. |